# Delta Doradus
Delta Doradus (δ Dor / HD 39014 / HR 2015) es una estrella de la constelación de Dorado de magnitud aparente +4,34. Es la cuarta más brillante de la misma después de α Doradus, β Doradus y γ Doradus. Se encuentra a 145 años luz de distancia del sistema solar.
Delta Doradus es una estrella blanca de la secuencia principal de tipo espectral A7V con una temperatura superficial de 8360 K. Del mismo tipo espectral que Altair (α Aquilae), γ Crateris o θ Cassiopeiae, es más luminosa que cualquiera de ellas, siendo su magnitud absoluta +1,10. Tiene un radio 2,1 veces mayor que el radio solar y gira sobre sí misma con una velocidad de rotación igual o mayor a 172 km/s. Su edad se estima en 590 millones de años. Asimismo, muestra un exceso de radiación infrarroja a 60 μm.
Delta Doradus es la estrella polar del sur en la Luna. Aunque mejor alineada con el polo celeste que Polaris (α Ursae Minoris) en la Tierra, es sin embargo mucho más tenue que esta.